# پاسکال کوپاکی
پاسکال کوپاکی (انگلیسی: Pascal Koupaki؛ زادهٔ ۱۸ مهٔ ۱۹۵۱) یک سیاست‌مدار اهل بنین است.